# Terreurdreigingsniveau
Het terreurdreigingsniveau binnen een alerteringssysteem is een schaal om aan te geven hoe groot de kans is op een terroristische aanslag. In verschillende landen in de wereld stelt de overheid dit niveau vast.

## België
In België wordt het terreurdreigingsniveau sinds 2006 vastgesteld door het Orgaan voor de Coördinatie en de Analyse van de Dreiging (OCAD).
Er zijn vier dreigingsniveaus:
1. laag
2. gemiddeld
3. ernstig
4. zeer ernstig

## Nederland
In Nederland wordt het terreurdreigingsniveau, het Dreigingsbeeld Terrorisme Nederland, sinds 2005 vastgesteld door de Nationaal Coördinator Terrorismebestrijding en Veiligheid.
Binnen het Alerteringssysteem Terrorismebestrijding zijn er vijf dreigingsniveaus:
1. minimaal
2. beperkt
3. aanzienlijk
4. substantieel
5. kritiek.

## Verenigd Koninkrijk
In het Verenigd Koninkrijk wordt het terreurdreigingsniveau vastgesteld door Security Service (MI5).
Er zijn vijf dreigingsniveaus: 
1. low
2. moderate
3. substantial
4. severe
5. critical